# 오목소녀
《오목소녀》는 2018년에 개봉한 대한민국의 드라마 영화이다.

## 개요
바둑 신동에서 오목 고수로 거듭난 청춘의 이야기인 오목소녀는 백승화 감독의 신작이다.

## 줄거리
이바둑(박세완 분)은 한때 바둑 신동으로 불리며 바둑 왕을 꿈꿨으나 현실은 기원 알바생이다. 어느 날 상금을 노리고 참가한 동네 오목 대회에서 오목 천재 김안경(안우연 분)을 만나며 전국 대회까지 진출한다. 이제 오목에 오늘을 건 그녀의 전대미문 한판 승부가 펼쳐진다.

## 캐스팅
- 박세완 : 이바둑 역
- 안우연 : 김안경 역
- 이지원 : 조영남 역
- 장햇살 : 동거인 역
- 김정영 : 쌍삼 역
- 이정행 : 박복심 역
- 김기무 : 코치 역
- 서명갑 : 바둑 두는 사람 역
- 김수복 : 커피 할아버지 역
- 정시우 : 아기 바둑 역
- 천혜련 : 아기 바둑 엄마 역
- 퐈니조 : 아기 바둑 아빠 / 동네대회 심판 B 역
- 황태성 : 드라마 남편 역 (목소리)
- 조경현 : 부동산 사장 역
- 최정자 : 집주인 할머니 역
- 오경화 : 도사 1 역
- 정요한 : 동네대회 진행요원 역
- 조영동 : 정핫윙 역
- 허세준 : 배드민턴 치는 사람 역
- 윤정로 : 오 대리 역
- 남진복 : 오 과장 역
- 진종민 : TV 구매인 역
- 공격 : 쌍삼 제자들 역
- 김효진 : 쌍삼 제자들 역
- 이진주 : 쌍삼 제자들 역
- 진언희 : 쌍삼 대역 역
- 황수진 : 전국대회 진행요원 역
- 김화범 : 전국대회 심판 역
- 김진아 : 김정숙 역
- 여영은 : 동거인 팬 역
- 김영민 : 전국대회 사진사 역
- 박주희 (우정출연)
- 김준범 (특별출연)
- 윤덕원 (특별출연)

## 같이 보기
- 2018년 대한민국의 영화 목록